# A-Yo
Az A-Yo Lady Gaga amerikai énekesnő 2016-os Joanne című ötödik nagylemezének egyik dala. 2016. október 18-án jelent meg Zane Lowe Beats 1 rádióműsorában a lemez második promóciós kislemezeként az Interscope Records gondozásában. Gaga a dalt Mark Ronsonnal és BloodPoppal közösen írta és készítette, míg Hillary Lindsey kizárólag a dalszerzésben segédkezett. A funk, elektro, és rock által inspirált, gyors ütemű country pop dal szövege arról szól, hogy az énekesnő maga mögött hagyja a gyűlölködők véleményét.
Az A-Yo kritikusi fogadtatása pozitív volt, és a dal több ország slágerlistájára is felkerült, beleértve az Egyesült Államok Billboard Hot 100-as listáját, ahol a 66. helyig jutott. A dal megjelenésének népszerűsítése érdekében Gaga előadta a Dive Bar Tour koncertjein és televíziós műsorokban is. Később felvették a Victoria's Secret Fashion Show 2016, a 2017-es Coachella Fesztivál és a Joanne World Tour (2017–2018) dallistájára.

## Háttér és kiadás
Ötödik, Joanne című stúdióalbumának első, Perfect Illusion kislemezének kiadása után, 2016. szeptember 9-én Lady Gaga bejelentette a Dive Bar Tour elnevezésű promóciós koncertsorozatot, amely során az énekesnő az Egyesült Államok különböző bárjaiban lépett fel. A koncertsorozat helyszíneit nem hozták nyilvánosságra, hogy meghitt hangulatúak legyenek. A projektet a Bud Light támogatta, bemutatója 2016. október 5-én volt. A koncerttel párhuzamosan az eseményt élőben közvetítették a Bud Light hivatalos Facebook-oldalán. 2016. október 2-án számos kiadvány azt állította, hogy a turné első koncertje során új dalokat fog bemutatni Gaga.
Hillary Lindsey énekes-dalszerzőt, aki korábban Nashville-ben szerzett tapasztalatot a country dalok írásában, az Interscope Records felkereste a Joanne album potenciális együttműködőjeként. A kiadó A&R-ja, Aaron Bay-Schuck hallotta a Joanne kezdeti anyagát, és bemutatta Gagát Lindsey-nek. A Dive Bar Tour során Gaga elárulta, hogy Lindsey-vel egy-egy kanapán ültek, és egymással beszélgettek miközben gitároztak és zongoráztak. Italoztak és Gaga az első dalok demó verzióit is lejátszotta neki. Lindsey elmondta, hogy Gaga személyes tapasztalatai és történetei sok ötletet eredményeztek a dalokhoz, többek között az A-Yohoz is. Twitter-fiókján Gaga tisztázta, hogy a dal különböző dolgokról szól, például a cigarettáról, az ellenségekről és a szexről, hozzátéve: „Szexi érzés otthagyni az ellenségeidet a porban, húzd őket, mint a füstöt, lángoló nyomaidat hagyd az útban #AYO.”
Az A-Yot eredetileg az album második kislemezeként tervezték, de a Million Reasons kereskedelmi sikere miatt végül az utóbbit választották. Az A-Yot Zane Lowe Beats 1 rádióműsorában mutatták be 2016. október 18-án, majd digitális letöltésként továbbá a streaming oldalakon is elérhetővé tették. Gaga a dalhoz egy linket is közzétett Twitter-fiókján, miközben válaszolt Alex Pall (The Chainsmokers) kritikájára a Perfect Illusion kapcsán, és azt írta, hogy „srácok, talán ez jobban fog tetszeni.” A kislemez borítóján Gaga félmeztelen, mellét a kezével takarja, szemeit pedig egy tollas kalap rejti el.

## Felvételek és kompozíció
Az A-Yot Gaga írta és készítette Mark Ronsonnal és BloodPoppal, míg Lindsey csak társszerzője volt a dalnak. A New York-i Electric Lady stúdióban vette fel Benjamin Rice, aki mellett Barry McCready asszisztált. Joshua Blair tovább folytatta a felvételi munkákat a malibui Shangri-La stúdióban David "Squirrel" Covell-lel, valamint a burbanki Pink Duck stúdióban, ahol segítője Justin Smith volt. Az A-Yo keverését Serban Ghenea hajtotta végre a virginiai MixStar Studiosban, Josh Hanes hangmérnökkel. Az A-Yo hangszerelései között szerepelnek Gaga gitárjai és ütőhangszerei, Mark Ronson basszusgitárjai, valamint BloodPop szintetizátora és orgonája. Tom Coyne és Randy Merrill a New York-i Sterling Sound Stúdióban fejezték be a maszterelést.
Az A-Yo egy funk, elektro és rock-inspirált dal. A Rolling Stone magazin úgy írt róla, mint egy vidám, gyors ütemű country pop szám. A Musicnotes.com oldalon megjelent kották szerint az A-Yo A-dúrban íródott 150 percenkénti leütéssel. Az akkordok A7 és D7  között váltakoznak és Gaga vokálja két oktávot ölel fel E3-tól E5ig. Michelle Lulic, a Bustle magazintól úgy érezte, hogy a dalszöveg olyan dolgokat ír le, amelyek egyre dögösebbé válnak az autójában: „Alig várom, hogy felpörgethesselek / Gyorsabban, mint ahogy kimondhatnád “Ferrari”/ A kavicsokat felszakítva, nézlek ahogy kibontakozol/ Ez most egy parti.” A refrén alatt Gaga „A-Yo, A-Yo, elszívjuk mindet” sort énekli, hangsúlyozva, hogy nem törődik a gyűlölködők, kritizálók véleményével.

## A kritikusok értékelései
Tricia Gilbride a Mashable-től „nevetségesen fülbemászónak” és „futurisztikus country-rock dalnak” nevezte és kiemelte a gitárszólókat és a digitális ütemeket. A Bustle-től Michelle Lulic megjegyezte, hogy „ez lehet, hogy Lady Gaga egyik legegyszerűbb mégis a legvizuálisabb dala”, és köszönhetően az ismétlődő refrénnek „lehetetlen, hogy ne kezd el énekelni, mire eljutsz a végéig az első hallgatás után”. Larry Bartleet, az NME brit magazintól megjegyezte, hogy „az átalakulás csodálkozásra adhat okot a rajongók számára Gaga néhány korábbi poplemezéhez képest, de ezekből a dalszövegekből az látszik, hogy az ötödik, Joanne lemezen őt igazán nem érdekli, mit gondolnak az emberek”. Andy Gill a The Independenttől dicsérte Josh Homme munkáját olyan dalokon, mint az A-Yo és a John Wayne, amelyek „kétségtelenül az album legjobbjai”. Daniel Welsh a The Huffington Posttól azt írta, hogy az A-Yo úgy hangzik, mint az Artpop Manicure-je és a Born This Way album Americanója keresztezve, de country elemekkel vegyítve. Dicséretet mondott Gagának, amiért „tökéletesen” teljesítette azt a kívánságát az albummal, hogy egy igazi „kocsmahangulatot” nyújtson.
A Stereogum-tól Chris DeVille azt írta: „Funk stílusú digitális üteme, rapre hajazó dallama és játékosan csipkelődő gitárjátéka ellenére ez valóban elég jól mehet majd a country rádiókban, ha lehetőséget kap.” Carey O'Donnell a Paper magazintól „lábtaposó, kézzel tapsoló rock-pop számnak” nevezte, de szerinte élőben jobban hangzik. Stephen Thomas Erlewine az AllMusic-tól „lázadónak” nevezte a dalt. A New York Timestól Jon Caramanica úgy érezte, hogy az A-Yo úgy hangzik, mint egy Britney Spears-paródia, vagy egy dal azokból az élő musicalekből, melyek a Glee véget érte után a televíziózást rontják. Maeve McDermott a USA Today-tól negatív volt és a Joanne leggyengébb elemének hívta.

## Kereskedelmi teljesítmény
Az Egyesült Államokban az A-Yo a Joanne megjelenését követően az első helyre került a Billboard Twitter Real-Time listáján. A Billboard Hot 100-on a 66. helyen debütált, ami a legmagasabb pozíciója is egyben. A Canadian Hot 100 listán az A-Yo az 55. helyen szerepelt. Hasonlóképpen, az Egyesült Királyságban a dal a brit kislemezlistán a 66. helyig jutott 8332 egyenértékű egységgel, és körülbelül ugyanezzel a számmal debütált Írországban és Skóciában is. Európában sikerült a slágerlistákra jutnia még Franciaországban, Portugáliában és Svájcban, valamint felkerült Csehország és Szlovákia digitális eladásokat összesítő listáira.
2020 februárjáig a dalból 5500 digitális letöltés fogyott és 6,47 milliószor streamelték az Egyesült Királyságban.

## Élő előadások

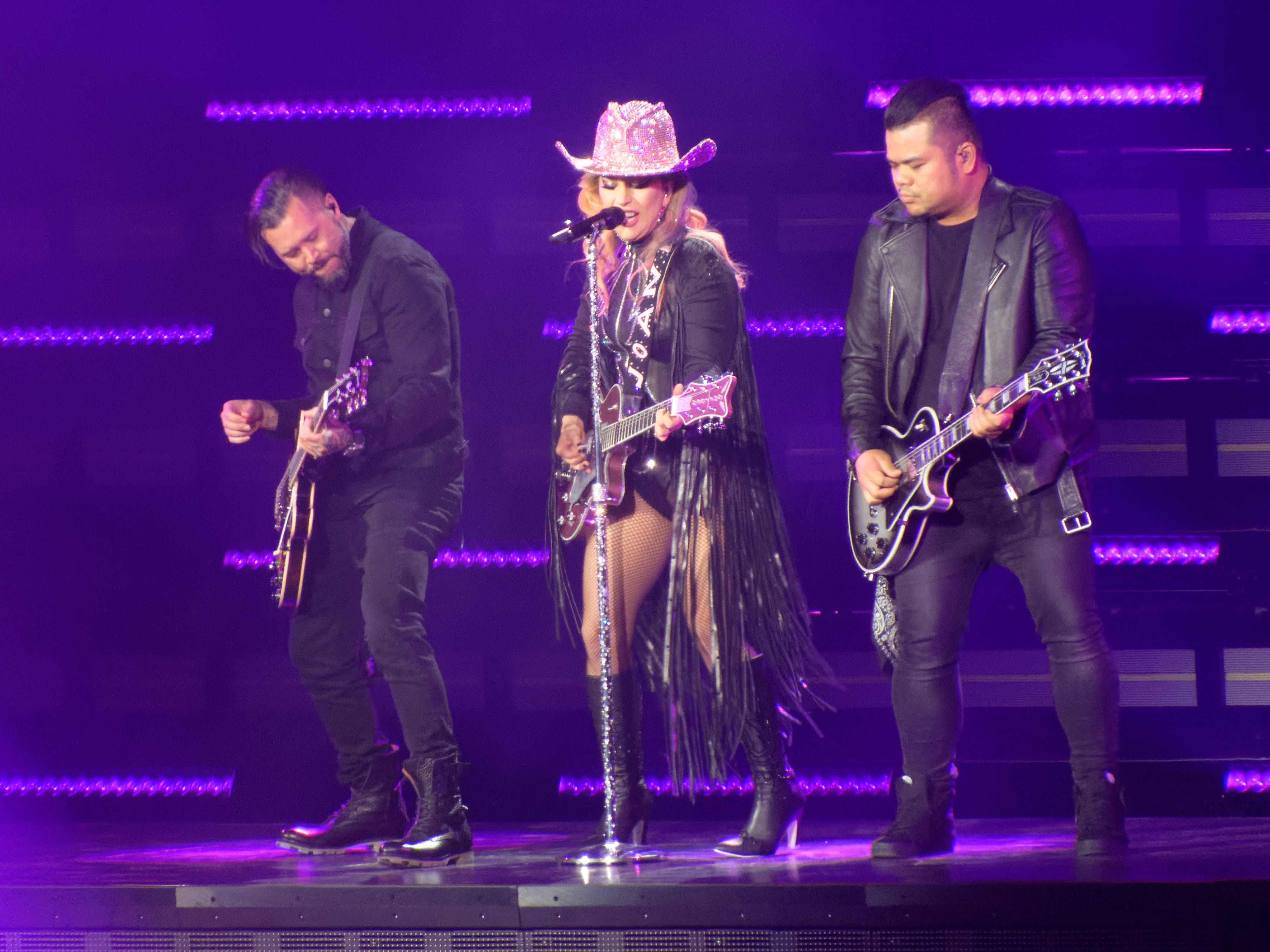
Gaga az A-Yo előadása közben a Joanne World Tour során (2017–2018)

Gaga először a Dive Bar Touron adta elő a dalt, ami egy rövid, háromnapos promóciós turné volt az amerikai bárokban. Mark Ronson gitárral kísérte Gagát a The Bitter End (New York) és a The Satellite (Los Angeles) bárokban lévő fellépésein. Gaga a Million Reasons mellett élőben adta elő az A-Yot a 2016. október 22-i Saturday Night Live-ban, ahol zenei vendég volt. Az A-Yohoz Ronson ismét gitárral kísérte Gagát, az énekesnő pedig egy go-go táncos ihletésű előadást nyújtott. Daniel Kreps a Rolling Stone-tól intenzív éneklésnek nevezte a fellépést, míg Gaga „lázasan táncolt és vadul aprította a gitárját”. A Paste magazin munkatársa, Chris White Gagát egy „hihetetlen előadóművésznek és énekesnek” nevezte az előadások alapján, hozzátéve, hogy Gaga érti az „SNL színpadán játszódó élő zene lényegét”. Három nappal később Gaga megjelent a The Late Late Show with James Corden című műsorban a CBS stúdiójában, ahol ő köszöntötte a nézőket nyitó monológjával, majd előadta az A-Yot. Ugyanebben a hónapban a Victoria's Secret 2016-os divatbemutatója során csillogó, fekete macskaruhában fellépett többek között az A-Yoval is.
Gaga legközelebb az A-Yot a 2017-es Coachella Fesztiválon adta elő. Éneklés közben egy különleges gitáron játszott, amely vezeték nélküli kapcsolatban állt a telefonjával, lehetővé téve számára, hogy az előadás során megváltoztassa a színét. Az A-Yot a Joanne World Tour (2017–2018) második dalaként adta elő, ahol ismét gitározott mellé. Az előadáshoz fekete drágakövű, rojtos balett-trikót és kristályokkal díszített kalapot viselt.

## Közreműködők
A közreműködők listája a Joanne albumon található CD füzetkében található.
Menedzsment
- Felvételː Electric Lady Studios (New York), Shangri-La Studios (Malibu, Kalifornia), Pink Duck Studios (Burbank, Kalifornia) és GenPop Laboratory (Los Angeles, Kalifornia)
- Keverve a MixStar Studios-ban (Virginia Beach, Virginia)
- Sony/ATV Songs, LLC/ House of Gaga Publishing, LLC (BMI), BIRB Music (ASCAP) All Rights Administered by BMG Rights Management (US) LLC, Imagem CV/Songs Of Zelig (BMI), OWSLA Music Publishing, LLC/Check Your Pulse, LLC (ASCAP)

Közreműködők
- Lady Gaga – dalszerző, vokál, producer, gitár, ütős hangszerek
- Mark Ronson – dalszerző, producer, basszusgitár, gitár
- BloodPop – dalszerző, producer, szintetizátor, orgona, rhythm track
- Hillary Lindsey – dalszerző
- Thomas Brenneck – gitár
- Josh Homme – gitár
- Dave Guy – trombita
- Este Haim – ütős hangszerek
- Ian Hendrickson-Smith – bariton szaxofon
- J. Gastelum Cochemea – tenor szaxofon
- Benjamin Rice – felvételek
- Joshua Blair – felvételek
- David "Squirrel" Covell – felvételi asszisztens
- Justin Smith – felvételi asszisztens
- Barry McCready – felvételi asszisztens
- Serban Ghenea – hangkeverés
- John Hanes – hangmérnök
- Tom Coyne – maszterelés
- Randy Merrill – maszterelés

## Helyezések
| Lista (2016)                                 | Legjobb helyezés |
| -------------------------------------------- | ---------------- |
| Csehország (Singles Digitál Top 100)         | 56               |
| Csehország (Radio Top 100)                   | 93               |
| Egyesült Államok (Billboard Hot 100)         | 66               |
| Egyesült Királyság (Official Charts Company) | 66               |
| Franciaország (SNEP)                         | 167              |
| Írország (IRMA)                              | 67               |
| Kanada (Canadian Hot 100)                    | 55               |
| Portugália (AFP)                             | 92               |
| Skócia (OCC)                                 | 55               |
| Svájc (Schweizer Hitparade)                  | 62               |
| Szlovákia (Singles Digitál Top 100)          | 58               |
| Új-Zéland Heatseekers (RMNZ)                 | 3                |
| Venezuela English (Record Report)            | 42               |

## Fordítás
- Ez a szócikk részben vagy egészben  az   A-Yo (Lady Gaga song) című angol Wikipédia-szócikk fordításán alapul.  Az eredeti cikk szerkesztőit annak laptörténete sorolja fel. Ez a jelzés csupán a megfogalmazás eredetét és a szerzői jogokat jelzi, nem szolgál a cikkben szereplő információk forrásmegjelöléseként.

## Külső linkek
- Lady Gaga – A-Yo (Audio). YouTube